# McCarthy (Familienname)
McCarthy oder MacCarthy ist ein englischer Familienname.

## Namensträger

### A
- Aaron McCarthy (* 1961), US-amerikanischer Basketballtrainer
- Alan McCarthy (* 1972), englisch-walisischer Fußballspieler
- Albert MacCarthy (1876–1956), US-amerikanischer Bergsteiger
- Albert McCarthy (1920–1987), englischer Jazz-Historiker
- Alex McCarthy (* 1989), englischer Fußballspieler
- Andrew McCarthy (* 1962), US-amerikanischer Schauspieler
- Anna McCarthy (* 1981), britische Künstlerin
- Arlene McCarthy (* 1960), britische Politikerin

### B
- Babe McCarthy († 1975), US-amerikanischer Basketballtrainer
- Barry McCarthy (* 1992), irischer Cricketspieler
- Bartholomew MacCarthy (1843–1904), irischer Gelehrter und Chronist
- Benni McCarthy (* 1977), südafrikanischer Fußballspieler
- Brandon McCarthy (* 1983), US-amerikanischer Baseballspieler
- Brenda Schultz-McCarthy (* 1970), US-amerikanische Tennisspielerin
- Brendan McCarthy (Boxer) (* 1947), irischer Boxer
- Brendan McCarthy (Comiczeichner), britischer Comiczeichner und Drehbuchautor
- Brendan McCarthy (Produzent), irischer Produzent und Drehbuchautor
- Brendan McCarthy (Schauspieler), US-amerikanischer Schauspieler
- Bridgette McCarthy, britische Judoka
- Bryanna McCarthy (* 1991), kanadisch-jamaikanische Fußballspielerin

### C
- Carolyn McCarthy (1944–2025), US-amerikanische Politikerin
- Charles McCarthy (Politikwissenschaftler) (1873–1921), US-amerikanischer Politikwissenschaftler
- Charles McCarthy (Cricketspieler) (1899–1977), englischer Cricketspieler
- Charles McCarthy (Gouverneur) (1764–1824), irischer Soldat und Gouverneur in Westafrika
- Charles McCarthy (Musiker), Musiker
- Charles McCarthy (Kampfsportler) (* 1980), US-amerikanischer Kampfsportler
- Charles J. McCarthy (1861–1929), US-amerikanischer Politiker
- Claire McCarthy (Regisseurin), australische Regisseurin und Drehbuchautorin
- Claire McCarthy (Leichtathletin) (* 1976), irische Langstreckenläuferin
- Colm McCarthy (* 1973), schottischer Regisseur, Drehbuchautor und Filmproduzent
- Conor McCarthy (* 1998), irischer Fußballspieler
- Cormac McCarthy (1933–2023), US-amerikanischer Autor

### D
- Dalton McCarthy (1836–1898), kanadischer Politiker
- Dan McCarthy (Eishockeyspieler) (Daniel Patrick McCarthy; * 1958), kanadischer Eishockeyspieler
- Dan McCarthy (Musiker) (* 1980), kanadischer Jazzmusiker
- Daniel McCarthy (1883–1957), irischer Politiker (Sinn Féin, Fine Gael)
- Daniel P. McCarthy (* 1945), australisch-irischer Historiker
- David McCarthy (* 1983), irischer Sprinter
- Denis Florence MacCarthy (1817–1882), irischer Schriftsteller
- Dennis McCarthy (Politiker) (1814–1886), amerikanischer Politiker
- Dennis McCarthy (Komponist) (* 1945), amerikanischer Komponist
- Dennis J. McCarthy (1924–1983), US-amerikanischer Theologe
- Desmond MacCarthy (1877–1952), britischer Journalist, Literatur- und Theaterkritiker
- Doris McCarthy (1910–2010), kanadische Malerin
- Douglas McCarthy (1966–2025), britischer Sänger der Band Nitzer Ebb

### E
- Earl McCarthy (Schauspieler) (1906–1933), US-amerikanischer Schauspieler
- Earl McCarthy (Schwimmer) (* 1969), irischer Schwimmer
- Edward Anthony McCarthy (1918–2005), US-amerikanischer Geistlicher und römisch-katholischer Erzbischof von Miami
- Edward Joseph McCarthy (1850–1931), kanadischer Geistlicher und römisch-katholischer Erzbischof von Halifax
- E. Jerome McCarthy (1928–2015), US-amerikanischer  Wirtschaftswissenschaftler
- Eugene McCarthy (1916–2005), US-amerikanischer Politiker

### F
- Fabian McCarthy (Rugbyspieler) (Fabian Joseph Charles McCarthy, 1919–2008), australischer Rugby-Union-Spieler
- Fabian McCarthy (Fußballspieler, 1977) (* 1977), südafrikanischer Fußballspieler
- Fabian McCarthy (Fußballspieler, 1990) (* 1990), jamaikanischer Fußballspieler
- Fintan McCarthy (* 1996), irischer Ruderer
- Fones McCarthy (1800/07–??), US-amerikanischer Erfinder
- Francis X. McCarthy (* 1942), US-amerikanischer Schauspieler
- Frank McCarthy (Filmproduzent) (1912–1986), amerikanischer Filmproduzent und Regierungsbeamter
- Frank McCarthy (Illustrator) (1924–2002), amerikanischer Illustrator
- Frank McCarthy (DJ) (* 1971), britischer Radio-DJ
- Frederick McCarthy (Radsportler) (1881–1974), kanadischer Radsportler
- Frederick McCarthy (Anthropologe) (1905–1997), australischer Anthropologe

### G
- Gina McCarthy (* 1954), US-amerikanische Regierungsbeamtin

### H
- Henry McCarthy (~1859–1881), US-amerikanischer Gesetzloser, siehe Billy the Kid

### J
- Jacob McCarthy (* 1993), irischer Schauspieler
- James McCarthy (Landvermesser) (1853–??), britischer Landvermesser
- James McCarthy (Leichtathlet) (* 1972), irischer Kugelstoßer
- James McCarthy (Fußballspieler) (* 1990), irisch-schottischer Fußballspieler
- James Francis McCarthy (* 1942), US-amerikanischer Geistlicher, Weihbischof von New York
- James G. McCarthy (* 1952), US-amerikanischer Theologe und Autor
- James Harrison McCarthy, eigentlicher Name von Babe McCarthy (1923–1975), US-amerikanischer Basketballtrainer
- James J. McCarthy (1944–2019), US-amerikanischer Biologe und Ozeanograph
- James Joseph McCarthy (1817–1882), irischer Architekt
- James William McCarthy (1853–1943), schottischer Geistlicher
- Jay McCarthy (* 1992), australischer Radrennfahrer
- Jenny McCarthy (* 1972), US-amerikanische Schauspielerin
- J. J. McCarthy (Jonathan James McCarthy; * 2003), US-amerikanischer American-Football-Spieler
- Joe McCarthy (Manager) (Joseph Vincent McCarthy; 1887–1978), US-amerikanischer Baseballmanager
- Joe McCarthy (1908–1957), US-amerikanischer Politiker, siehe Joseph McCarthy
- John McCarthy (1927–2011), US-amerikanischer Informatiker
- John McCarthy Jr. (1912–1994), US-amerikanischer Szenenbildner
- John McCarthy (Footballspieler, 1916) (1916–1998), US-amerikanischer American-Football-Spieler
- John McCarthy (Komponist) (* 1961), kanadischer Filmkomponist
- John McCarthy (Footballspieler, 1967) (* 1967), australischer Australian-Football-Spieler
- John McCarthy (Leichtathlet) (* 1974), irischer Leichtathlet
- John McCarthy (Eishockeyspieler) (* 1986), US-amerikanischer Eishockeyspieler und -trainer
- John McCarthy (Footballspieler, 1989) (1989–2012), australischer Australian-Football-Spieler
- John McCarthy (Fußballspieler) (* 1992), US-amerikanischer Fußballspieler
- John D. McCarthy (* 1940), US-amerikanischer Soziologe und Ökonom
- John Edward McCarthy (1930–2018), US-amerikanischer Geistlicher, Bischof von Austin
- John H. McCarthy (1850–1908), US-amerikanischer Politiker
- John J. McCarthy (John Joseph McCarthy; * 1953), US-amerikanischer Linguist
- John Jay McCarthy (1857–1943), US-amerikanischer Politiker
- John Joseph McCarthy, irischer Geistlicher, Erzbischof von Nairobi
- Johnny McCarthy (John Joseph McCarthy; 1932–2020), US-amerikanischer Basketballspieler
- Joseph McCarthy (1908–1957), US-amerikanischer Politiker
- Joseph McCarthy (Liedtexter) (1885–1943), US-amerikanischer Liedtexter
- Joseph McCarthy junior (1922–1975), US-amerikanischer Liedtexter
- Joseph Edward McCarthy (1876–1955), US-amerikanischer Geistlicher, Bischof von Portland
- Joseph Francis McCarthy (1874–1965), US-amerikanischer Urologe
- Joseph Vincent McCarthy (1887–1978), US-amerikanischer Baseballmanager; siehe Joe McCarthy (Manager)
- Justin McCarthy (Politiker) (1830–1912), irischer Journalist, Schriftsteller, Historiker und Politiker
- Justin McCarthy (Eishockeyspieler) (1899–1976), US-amerikanischer Eishockeyspieler
- Justin A. McCarthy (* 1945), US-amerikanischer Historiker und Hochschullehrer
- Justin Huntly McCarthy (1860–1936), irischer Politiker und Schriftsteller
- Justin Joseph McCarthy (1900–1959), Bischof von Camden

### K
- Karen McCarthy (1947–2010), US-amerikanische Politikerin
- Karl McCarthy (1928–1995), irischer Radrennfahrer und Unternehmer
- Kathryn O’Loughlin McCarthy (1894–1952), US-amerikanische Politikerin
- Kevin McCarthy (Schauspieler) (1914–2010), US-amerikanischer Schauspieler
- Kevin McCarthy (Eishockeyspieler) (* 1957), kanadischer Eishockeyspieler und -trainer
- Kevin McCarthy (Fußballspieler) (* 1957), englischer Fußballspieler
- Kevin McCarthy (Politiker) (* 1965), US-amerikanischer Politiker

### L
- Leo T. McCarthy (1930–2007), US-amerikanischer Politiker

### M
- Marion McCarthy (1907–1987), kanadische Eisschnellläuferin
- Mary MacCarthy (1882–1953), britische Schriftstellerin, mit der Bloomsbury Group verbunden
- Mary McCarthy (1912–1989), US-amerikanische Schriftstellerin und Frauenrechtlerin
- Megan McCarthy (* 1966), US-amerikanische Fußballspielerin
- Melissa McCarthy (* 1970), US-amerikanische Schauspielerin
- Michael McCarthy (Jurist) (1864–1928), irischer Jurist und antiklerikaler Autor
- Michael McCarthy (Filmregisseur) (1917–1959), irischer Filmregisseur
- Michael McCarthy (Politiker) (* 1976), irischer Politiker
- Michael A. McCarthy, US-amerikanischer Diplomat
- Michael J. McCarthy (Politiker) (1890–1955),  US-amerikanischer Politiker
- Michael J. McCarthy (General), US-amerikanischer General der United States Air Force
- Michael Fabian McCarthy (* 1950), australischer römisch-katholischer Bischof
- Mick McCarthy (* 1959), irischer Fußballspieler und -trainer
- Mike McCarthy (Footballtrainer) (* 1963), US-amerikanischer American-Football-Trainer
- Mike McCarthy (Produzent) (* 1965), US-amerikanischer Musikproduzent
- Mike McCarthy (Radsportler) (* 1968), US-amerikanischer Radrennfahrer
- Mike McCarthy (Musiker), australischer Singer-Songwriter
- Mike McCarthy (Rugbyspieler) (* 1971), irischer Rugby-Union-Spieler
- Mike McCarthy (Politiker) (* 1984), US-amerikanischer Politiker

### N
- Neil McCarthy (1932–1985), britischer Schauspieler
- Nick McCarthy (* 1974), britischer Rockmusiker und Schauspieler
- Nicholas Tuite MacCarthy (1769–1833), Jesuit und Prediger
- Noel McCarthy (* 1961), irischer Politiker
- Nora McCarthy (* 1958), amerikanische Jazzsängerin

### P
- Paddy McCarthy (* 1983), irischer Fußballspieler
- Patrick McCarthy (* 1954), kanadischer Karate-Lehrer
- Paul McCarthy (* 1945), US-amerikanischer Aktionskünstler
- Peggy McCarthy (* 1956), US-amerikanische Ruderin
- Perry McCarthy (* 1961), britischer Rennfahrer
- Philemon McCarthy (* 1983), ghanaischer Fußballtorhüter

### R
- Richard D. McCarthy (1927–1995), US-amerikanischer Politiker

### S
- Sam McCarthy (* 2002), US-amerikanischer Schauspieler
- Sandy McCarthy (* 1972), kanadischer Eishockeyspieler
- Seán McCarthy (Politiker, 1889) (1889–1974), irischer Politiker
- Seán McCarthy (Politiker, 1937) (1937–2021), irischer Politiker
- Smári McCarthy (* 1984), irisch-isländischer Autor und Aktivist
- Sheila McCarthy (* 1956), kanadische Schauspielerin
- Steve McCarthy (* 1981), kanadischer Eishockeyspieler und -trainer

### T
- T. C. McCarthy (Theodore C. McCarthy), US-amerikanischer Science-Fiction-Schriftsteller
- Thaddäus MacCarthy (Thaddäus Macher; um 1455–1492), irischer Bischof
- Thomas McCarthy (Geschäftsmann, 1786) (1786–1848), US-amerikanischer Geschäftsmann und Politiker irischer Herkunft
- Thomas McCarthy (Geschäftsmann, 1832) (1832–1870), kanadischer Geschäftsmann und Politiker irischer Herkunft
- Thomas McCarthy (Lyriker) (* 1954), irischer Lyriker
- Thomas A. McCarthy (* 1940), US-amerikanischer Soziologe und Philosoph
- Thomas Joseph McCarthy (Bischof) (1905–1986), kanadischer Geistlicher, Bischof von Saint Catharines
- Timothy McCarthy (Seemann) (1888–1917), irischer Seemann und Antarktisreisender
- Timothy McCarthy (* 1949), US-amerikanischer Polizist
- Todd McCarthy (* 1950), US-amerikanischer Filmkritiker, Filmregisseur und Drehbuchautor
- Tom McCarthy (Eishockeyspieler, 1934) (Thomas Francis Patrick McCarthy; * 1934), kanadischer Eishockeyspieler
- Tom McCarthy (Eishockeyspieler, 1960) (Thomas Joseph McCarthy; 1960–2022), kanadischer Eishockeyspieler
- Tom McCarthy (Filmschaffender) (Thomas Joseph McCarthy; * 1966), US-amerikanischer Schauspieler, Regisseur und Drehbuchautor
- Tom McCarthy (Schriftsteller) (* 1969), britischer Schriftsteller
- Tom C. McCarthy (Thomas C. McCarthy), Tontechniker
- Tommy McCarthy (Baseballspieler) (Thomas Francis Michael McCarthy; 1863–1922), US-amerikanischer Baseballspieler
- Tommy McCarthy (Eishockeyspieler) (Thomas Edward McCarthy; 1893–1959), kanadischer Eishockeyspieler
- Tommy McCarthy (Boxer) (* 1990), nordirischer Boxer

### W
- Wil McCarthy (* 1966), US-amerikanischer Schriftsteller und Unternehmer
- William McCarthy, Baron McCarthy (1925–2012), britischer Politiker (Labour Party)
- William C. McCarthy (1820–1900), US-amerikanischer Politiker
- William J. McCarthy (Gewerkschafter) (1919–1998), amerikanischer Gewerkschafter
- William J. McCarthy (Admiral), US-amerikanischer Admiral